# FK Čaňa
FK Čaňa là một câu lạc bộ bóng đá Slovakia, đến từ làng Čaňa.

## Đội hình hiện tại
Cập nhật ngày 3 tháng 3 năm 2020

Ghi chú: Quốc kỳ chỉ đội tuyển quốc gia được xác định rõ trong điều lệ tư cách FIFA. Các cầu thủ có thể giữ hơn một quốc tịch ngoài FIFA.
| Số | VT | Quốc gia    | Cầu thủ      |
| -- | -- | ----------- | ------------ |
| —  | TV | Tây Ban Nha | Mikel Albisu |

| Số | VT | Quốc gia | Cầu thủ |
| -- | -- | -------- | ------- |